# Зеркалирование
Зеркали́рование (англ. port mirroring, SPAN - аббр. от Switched Port Analyzer) — дублирование пакетов одного порта сетевого коммутатора (или VPN) на другом порту.
Большое количество управляемых сетевых коммутаторов позволяют дублировать трафик от одного или нескольких портов и/или ВЛВС (VLAN) на отдельно взятый порт. В основном это применяется для мониторинга всего трафика в целях безопасности, либо оценки производительности/загрузки сетевого оборудования с применением аппаратных средств.
Также могут реализовываться в виртуальных коммутаторах в системах виртуализации.

## Примеры
Пример создания зеркалирования трафика на коммутаторе Cisco 2950:
После этого трафик с портов 0/1-0/3 будет продублирован на порт 0/4 в ВЛВС 1
Просмотр текущих сессий зеркалирования может быть выполнен командой
```
show monitor session 1
```

Для настройки непосредственно зеркалирования необязательно использовать «encap ingress vlan 1». Это дополнение нужно, чтобы дать возможность оборудованию, типа Cisco IPS (ASA в режиме IPS), закрывать подозрительные соединения, а не только слушать трафик. По умолчанию, destination port в спан-сессии не принимает входящий трафик.
Для определения, какой именно (входящий/исходящий) трафик необходимо зеркалировать, используются варианты:
Только входящий:
```
Monitor session 1 source interface fastethernet 0/1 rx
```

Только исходящий:
```
Monitor session 1 source interface fastethernet 0/1 tx
```

Оба направления:
```
Monitor session 1 source interface fastethernet 0/1 both
```